# قانون السلام السوداني
قانون السلام السوداني (قانون الكونغرس (Pub.L.) [الإنجليزية] 107–245) هو قانون اتحادي للولايات المتحدة برعاية توماس تانكريدو يدين السودان على الإبادة الجماعية. وقع الرئيس جورج دبليو بوش القانون ليصبح قانونًا في 21 أكتوبر 2002.
صدر القانون لتسهيل حل شامل للحرب الأهلية السودانية الثانية، ويدين انتهاكات حقوق الإنسان من جميع أطراف النزاع؛ سجل الحكومة لحقوق الإنسان ؛ تجارة الرقيق؛ استخدام الحكومة للميليشيات والقوى الأخرى لدعم الرق، بما في ذلك الاسترقاق وتجارة الرقيق ؛ والقصف الجوي على الأهداف المدنية.
فوضت الحكومة الأمريكية بإنفاق 100 مليون دولار في الأعوام 2003 و 2004 و 2005 لمساعدة السكان في مناطق السودان خارج سيطرة الحكومة السودانية.
يجب أن يشهد الرئيس الأمريكي في غضون 6 أشهر من التشريع، وكل 6 أشهر بعد ذلك، أن حكومة السودان والحركة الشعبية لتحرير السودان تتفاوضان بحسن نية وأن المفاوضات يجب أن تستمر. إذا لم تفعل الحكومة السودانية ذلك أو إذا تدخلت في الجهود الإنسانية، فقد أذن القانون لرئيس الولايات المتحدة بالسعي لقرار من مجلس الأمن الدولي لحظر الأسلحة والسعي بنشاط إلى وسائل مالية ودبلوماسية أخرى للتأثير على سلوك الحكومة السودانية. يجب على مختلف أعضاء مجلس الوزراء الأمريكي الإبلاغ بانتظام عن أي تدابير تتخذها الإدارات الفيدرالية الأمريكية لجعل الحكومة السودانية تمتثل للتدابير الواردة في القانون.
نص القانون على أن الرئيس الأمريكي يجب أن يسعى لإنهاء سلطة الفيتو السودانية على التلاعب بجهود الإغاثة الإنسانية للأمم المتحدة التي تتم من خلال عملية شريان الحياة للسودان والتلاعب بها، وأنه يجب على الإدارة الأمريكية وضع خطط طوارئ للإغاثة من خلال قنوات أخرى.
يتطلب القانون أن يقوم الرئيس بجمع معلومات حول الحوادث التي قد تشكل جرائم ضد الإنسانية، والإبادة الجماعية، وجرائم الحرب، وغيرها من انتهاكات القانون الإنساني الدولي من قبل جميع أطراف النزاع. يجب على وزير الخارجية الإبلاغ كل ستة أشهر عن الخطوات المتخذة لجمع المعلومات والمعلومات التي تم جمعها بما في ذلك أي نتائج أو قرارات اتخذتها وزارة الخارجية الأمريكية.